# Æthelburg av Wessex
Æthelburg av Wessex, född 673, död 740, var drottning av Wessex från 689 till 726 genom giftermål med kung Ine av Wessex.
Hon är framför allt omtalad för att hon år 722 lät bränna ned staden Taunton i Wessex. Orsaken är okänd, eftersom staden låg i hennes makes eget rike, och det har föreslagits vara antingen för att hon där sökte efter en rebell, eller för att hon ville undvika att staden skulle falla i fiendens händer. På grund av denna krigshandling har hon länge utpekats som den enda kända anglosaxiska kvinnliga krigaren. 
Hon lämnade England tillsammans med sin make efter hans abdikation år 726 och utförde tillsammans med honom en pilgrimsfärd till Rom, där de båda sedan stannade och sedan avled.   